# 運輸情報通信省
運輸情報通信省（うんゆじょうほうつうしんしょう、英語: Ministry of Communications and Information Technology、略称:MCIT）は、1999年6月から2001年11月まで存在したシンガポールの省。1999年6月に運輸通信省から改組され設立された。
2001年11月にIT部門を情報通信省へ移管し、交通省に改組された。